# Maai

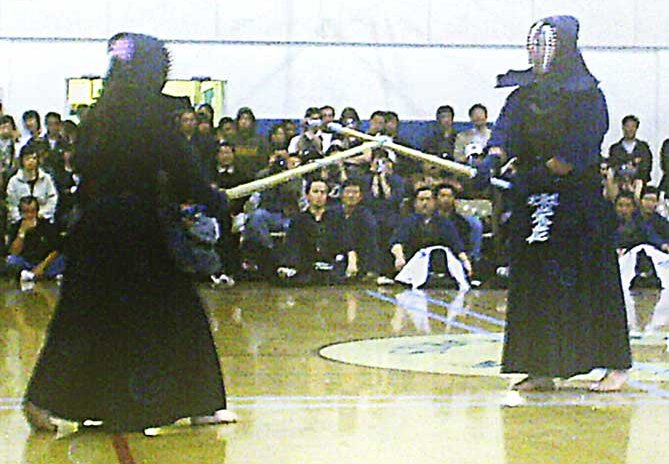
Eiga sensei en démonstration de combat

Le maai (間合い), qu'on peut simplement traduire par « intervalle », est un terme d'arts martiaux japonais se référant à l'espace entre deux adversaires au combat ; plus formellement, la « distance d'engagement ». C'est un concept complexe, incorporant non seulement la distance entre adversaires, mais également le temps nécessaire pour la parcourir, l'angle et le rythme de l'attaque.
Il s'agit spécifiquement de la position exacte depuis laquelle un adversaire peut atteindre l'autre, après la prise en compte des éléments sus-mentionnés. Par exemple, le maai face à un adversaire rapide est plus long que celui d'un adversaire lent. Il est idéal pour un adversaire de maintenir le maai tout en empêchant l'autre de le faire, car il pourra alors frapper avant que l'autre ne le puisse (ce qui est préférable que de frapper en même temps que l'autre ou d'être frappé sans pouvoir répliquer).